# Lutz Schmitt
Lutz Schmitt (* 1967 in Rheinfelden) ist ein deutscher Biochemiker und Hochschullehrer.

## Leben
Lutz Schmitt studierte an der Albert-Ludwigs-Universität Freiburg Chemie. Seine Diplomarbeit schrieb er am Institut für Biochemie und Organische Chemie bei Georg E. Schulz. Danach wechselte an den Lehrstuhl für Biophysik der TU München, wo er 1996 bei Erich Sackmann und Robert Tampé mit summa cum laude über die Herstellung neuartiger Lipidsysteme für die spezifische Biofunktionalisierung selbstorganisierender Grenzschichten promovierte. Bis 1999 absolvierte er, gefördert durch die Deutsche Forschungsgemeinschaft, ein Postdoc-Studium an der Stanford University in den USA. Zusammen mit Harden M. McConnell untersuchte er dort Haupthistokompatibilitätskomplexe der Klasse II mittels 19F-Kernspinresonanz- und Fluoreszenzspektroskopie.
Anschließend kehrte er nach Deutschland zurück und arbeitete ab 1999 im Rahmen des DFG-geförderten Emmy Noether-Programms als freier Nachwuchsgruppenleiter zunächst an der Universität Marburg und ab 2001 am Institut für Biochemie der Johann Wolfgang Goethe-Universität Frankfurt am Main. 2004 erhielt er von der DFG ein Heisenberg-Stipendium. Ende 2004 berief man ihn auf eine C3-Professur am Institut für Biochemie der Heinrich-Heine-Universität in Düsseldorf. Seit 2008 ist er dort Inhaber des Lehrstuhls für Biochemie I. Er ist Leiter der Arbeitsgruppe Membrantransport (Membran Transport Group). Von 2009 bis 2014 war Schmitt Prorektor für Forschung und Innovation an der Universität.
Im Wintersemester 2008/2009 erhielt er den erstmals vergebenen und mit 15.000 Euro aus Studiengebühren dotierten Preis als „beliebtester Professor“ der Heinrich-Heine-Universität; das Preisgeld wurde jedoch zweckgebunden zur Verbesserung der Geräteausstattung an der Hochschule verwendet.
Schmitt ist verheiratet und hat zwei Kinder.

## Forschung
Schmitt forscht unter anderem über Erkennungsprozesse an Biomembranen. Sein Interesse gilt auch der Struktur und Funktionsweise von ABC-Transportern. Ihr molekularer Aufbau wird mittels Röntgenkristallografie aufgeklärt, ihre Signale und die Kommunikationswege, um Stofftransporte durch Biomembranen zu katalysieren, werden in-vitro untersucht. Ziel dabei ist, neue Wege für die medikamentöse Therapie beispielsweise der HIV-Infektionen und Alzheimer-Krankheit zu finden. Weitere Schwerpunkte seiner Forschung sind die Strukturbiologie und Protein-Protein-Interaktionen. Gefördert wird seine Tätigkeit unter anderem von Mitteln der DFG, VolkswagenStiftung und EU.

## Mitgliedschaften und Funktionen
Schmitt ist unter anderem Mitglied im Kuratorium der Gründerstiftung zur Förderung von Forschung und wissenschaftlichem Nachwuchs an der Heinrich-Heine-Universität und war zeitweilig Delegierter der Gesellschaft für Biochemie und Molekularbiologie (GBM) in der Fachgruppe Biochemie der Gesellschaft Deutscher Chemiker. Zusammen mit Dieter Willbold vom Institut für Physikalische Biologie ist Schmitt Sprecher der nordrhein-westfälischen Forschungsschule BioStruct. 2021 wurde Schmitt in die Nordrhein-Westfälische Akademie der Wissenschaften und der Künste gewählt.